# José Corredor Matheos
José Corredor Matheos (Alcázar de San Juan, Ciudad Real, 14 de julio de 1929) es un poeta, crítico de arte, historiador, traductor y ensayista español de la Generación del 50.

## Biografía
Nacido en el centro de La Mancha, vive en Barcelona desde 1936. Se licenció en Derecho en dicha ciudad y empezó a destacar como crítico de arte, traductor, antólogo y poeta. Fue además jefe de redacción de la Editorial Espasa-Calpe y director del Gran Larousse Català. En 1953 publicó su primer poemario, Ocasiones para amarte; posteriormente ha ido ampliando su obra poética, recogida al completo en Desolación y vuelo (Tusquets, 2011).
Su lírica hay que colocarla entre la de los poetas de los cincuenta que tratan de ir más allá de la realidad aparente: José Ángel Valente, Antonio Gamoneda y el también manchego Ángel Crespo. Como a ellos, la "sed de absoluto" le desvincula del realismo confesional para avanzar hacia el Culturalismo y la poesía esencialista de formas desnudas. En el caso de Corredor, y desde Carta a Li Po, ese culturalismo está especialmente marcado por el taoísmo y el budismo, en busca del despojamiento de la palabra poética, de la poesía pura o desnudez que perseguía Juan Ramón Jiménez, muchas veces a través de las impresiones paisajísticas efímeras propias del haikú. Esta obra lírica ha sido reconocida con premios como el Boscán (1961) y el Nacional de Literatura (2005). También es medalla de oro de la Universidad de Castilla-La Mancha (2007)
Como crítico de arte ha escrito no menos de una cincuentena de monografías sobre arte contemporáneo, arquitectura, simbología, diseño y artes populares. Ejerció la crítica de arte en Destino y colaboró en La Vanguardia, Revista, Cuadernos de Arquitectura, etc. de Barcelona, y en Nous Horitzons de México. También ha participado en la organización de exposiciones del Colegio de Arquitectos de Cataluña y Baleares. Por esta labor se le hizo académico correspondiente de la Real Academia de Bellas Artes de San Fernando y recibió el Premio de las Artes Plásticas de la Generalidad de Cataluña, en 1993 y la Creu de Sant Jordi en 1988. Medalla de Oro al Mérito Cultural del Ayuntamiento de Barcelona en 2003. 
Su labor de traductor y antólogo halla su cumbre con Poesía catalana contemporánea (1983, reed. en 2001), que recibió el Premio Nacional de Traducción entre Lenguas Españolas en 1984.
En su haber también el Premio Ciudad de Barcelona de Literatura (2007)
Es hijo predilecto de Alcázar de San Juan y de Castilla-La Mancha.

## Obra

### Poesía
- Ocasión donde amarte (Barcelona: Atzavara, 1953)
- Ahora mismo (Madrid: Rialp, 1960)
- Poema para un nuevo libro (Barcelona: Instituto de Estudios Hispánicos, 1961), Premio Boscán
- Libro provisional (Santander: La Isla de los Ratones, 1967)
- Carta a Li Po (Barcelona: Barral, 1975)
- Y tu poema empieza (Madrid: Endymion, 1987)
- Jardín de arena (Pamplona: Pamiela, 1994)
- El don de la ignorancia (Barcelona: Tusquets, 2004), Premio Nacional de Poesía
- Un pez que va por el jardín (Barcelona: Tusquets, 2007)
- Sin ruido (Barcelona: Tusquets, 2013)
- Al borde (Barcelona: Tusquets, 2022)

#### Antología
- Poesía 1951-1975 (Barcelona: Plaza y Janés, 1981)
- Poesía 1970-1994 (Pamplona: Pamiela, 2000)
- Deja volar la pluma sobre el paisaje (1962-2005) (Cuenca: El Toro de Barro, 2005)
- Desolación y vuelo: Poesía reunida (1951-2011) (Barcelona: Tusquets, 2011)

Antología colectiva: De tu tierra. Antología de la poesía manchega entre dos siglos. Eds. Rafael Morales Barba y Ricardo Virtanen. Editorial Pre-Textos. 2015.
Antología colectiva: Ab ipso ferro. Congreso internacional de poesía Fray Luis de León. Salamanca 2018. Diputación de Salamanca.

### Arte
- El sagrat en l´art (Ed. Cruïlla, 1994).
- Història de l’Art Català. La segona meitat del segle XX (1996)
- Cerámica popular española (1970), en colaboración con J. Llorens i Artigas
- Ceràmiques de Miró-Artigas (1974)
- Ceràmica Popular Catalana (1978)
- Los carteles de Miró (1981)
- La joguina a Catalunya (1982)
- Arquitectura industrial a Catalunya (1984)
- FAD, dels Bells Oficis al disseny actual (1984)
- Artesanía de España (1999), con Julio Caro Baroja.
- Joan Brotat (1965)
- Joan Miró (1972 y 1975)
- Subirachs (1975)
- Ponç (1978)
- Vida y obra de Benjamín Palencia (1979)
- Guinovart: el arte en libertad (1981)
- Tamayo (1987)
- Antoni Tàpiesmateria, signo, espíritu (1992).
- Gregorio Prieto (1998).
- El juguete en España (1989)
- L’escultura de Joan Rebull (1991).

### Ensayo
- José Hernández (Madrid: Brindis, 1991)

### Traducción
- Poesía catalana contemporánea (Barcelona: Espasa-Calpe, 1983).
- Clementina Arderiu, Antología poética (Madrid: Rialp, 1961), edición bilingüe